# Anhelina Kalínina
Anhelina Kalínina (Nueva Kajovka, 7 de febrero de 1997) es una tenista ucraniana, que tiene como mejor ranking WTA el logrado en junio de 2022, cuando logró ser la 34 mejor jugadora del mundo. 
Hasta la fecha, ha logrado un total de 15 títulos individuales y 3 títulos de dobles de la ITF.

## Trayectoria
En 2014, Kalínina ganó el Open de Australia júnior junto con Elizaveta Kulichkova, derrotando a Katie Boulter e Ivana Jorović en la final. Más tarde, ese mismo año, logró llegar a la final del US Open júnior dónde cayó ante Marie Bouzková en 2 sets.
En 2015 fue capaz de ganar sus primero torneos ITF. En concreto 3 de ellos entre los que destaca el título en el ITF 50.000$ de Sacramento. 
Empezó 2017 ganando 2 títulos consecutivos de la ITF lo que propició una gran subida en el ranking.
En 2018, renunció a jugar la ronda de clasificación del Open de Australia y decidió jugar los ITF de USA, dónde logró ganar 2 torneos de 25.000$.

## Títulos WTA (0; 0+0)

### Individual (0)
| Leyenda        |
| Grand Slam (0) |
| WTA Finals (0) |
| WTA 1000 (0)   |
| WTA 500 (0)    |
| WTA 250 (0)    |

#### Finalista (2)
| No. | Fecha               | Torneo   | Superficie    | Oponente en la final | Resultado      |
| 1.  | 18 de julio de 2021 | Budapest | Tierra batida | Yulia Putintseva     | 4-6, 0-6       |
| 2.  | 20 de mayo de 2023  | Roma     | Tierra batida | Elena Rybakina       | 4-6, 0-1, ret. |

## Títulos WTA 125s

### Individual (1–0)
| Resultado | Fecha                   | Torneo  | Superficie | Oponente     | Puntaje       |
| --------- | ----------------------- | ------- | ---------- | ------------ | ------------- |
| Campeona  | 17 de diciembre de 2022 | Limoges | Dura (i)   | Clara Tauson | 6-3, 5-7, 6-4 |

## Títulos ITF

### Individual (15)
| Torneos de $100,000 |
| Torneos de $80,000  |
| Torneos de $60,000  |
| Torneos de $25,000  |
| Torneos de $15,000  |
| Torneos de $10,000  |

| N.º | Fecha               | Premio   | Torneo                        | Superficie    | Oponentes          | Resultado     |
| --- | ------------------- | -------- | ----------------------------- | ------------- | ------------------ | ------------- |
| 1.  | 12 de abril de 2015 | $25,000  | Jackson, Estados Unidos       | Arcilla       | Johanna Konta      | 6-3 6-4       |
| 2.  | 19 de abril de 2015 | $25,000  | Pelham, Estados Unidos        | Arcilla       | Laura Siegemund    | 6-3 7-5       |
| 3.  | 26 de julio de 2015 | $50,000  | Sacramento, Estados Unidos    | Dura          | An-Sophie Mestach  | 4-6 6-4 6-3   |
| 4.  | 15 de enero de 2017 | $25,000  | Daytona Beach, Estados Unidos | Arcilla       | Elizabeth Halbauer | 6-1 6-2       |
| 5.  | 29 de enero de 2017 | $25,000  | Wesley Chapel, Estados Unidos | Arcilla       | Elizabetha Ianchuk | 6-4 6-4       |
| 6.  | 9 de julio de 2017  | $25,000  | Darmstadt, Alemania           | Arcilla       | Bernarda Pera      | 6-2 0-6 6-3   |
| 7.  | 15 de enero de 2018 | $25,000  | Daytona Beach, Estados Unidos | Arcilla       | Grace Min          | 1-6 7-5 6-0   |
| 8.  | 21 de enero de 2018 | $25,000  | Orlando, Estados Unidos       | Arcilla       | Julia Grabher      | 6-2 3-6 7-5   |
| 9.  | 8 de abril de 2018  | $25,000  | Jackson, Estados Unidos       | Arcilla       | Gaia Sanesi        | 6-0 6-1       |
| 10. | 16 de junio de 2019 | $25,000  | Prerov, República Checa       | Arcilla       | Elitsa Kostova     | 6-1 4-6 6-1   |
| 11. | abril de 2021       | $25,000  | Oeiras, Portugal              | Arcilla       | Su Jeong-jang      | 6–4, 4–6, 6–4 |
| 12. | abril de 2021       | $60,000  | Zagreb, Croacia               | Arcilla       | Kamilla Rakhimova  | 6–1, 6–3      |
| 13. | julio de 2021       | $60,000  | Montpellier, Francia          | Arcilla       | Mayar Sherif       | 6–2, 6–3      |
| 14. | julio de 2021       | $100,000 | Contrexéville, Francia        | Arcilla       | Dalma Gálfi        | 6–2, 6–2      |
| 15. | noviembre de 2021   | $60,000  | Nantes, Francia               | Dura (indoor) | Oceane Dodin       | 7-6, 1-0 ret. |

### Dobles (3)
| Leyenda             |
| ------------------- |
| Torneos de $100,000 |
| Torneos de $75,000  |
| Torneos de $60,000  |
| Torneos de $25,000  |
| Torneos de $15,000  |
| Torneos de $10,000  |

| N.º | Fecha                   | Torneo        | Superficie | Compañera            | Rival                                | Marcador   |
| --- | ----------------------- | ------------- | ---------- | -------------------- | ------------------------------------ | ---------- |
| 1.  | 23 de noviembre de 2014 | Zawada        | Carpet     | Anna Shkudun         | Karolína Muchová Gabriela Chmelinova | 6-0 7-6(3) |
| 2.  | 5 de abril de 2015      | Osprey        | Arcilla    | Oleksanra Korashvili | Verónica Cepede Royg Maria Irigoyen  | 6-1 6-4    |
| 3.  | 26 de enero de 2017     | Daytona Beach | Arcilla    | Robin Anderson       | Katarzyna Pitr Paula Kania           | 6-4 6-1    |